# ピストルバルブ
ピストルバルブ（Pistol Valve）は、日本のガールズホーンロックバンド。略称は「ピスバル」。

## 概要
- 2005年10月にcottonとアンドー!によって専門学校東京ミュージック&メディアアーツ尚美（SHOBI）管弦打楽器学科、プロミュージシャン学科の在学生・卒業生を中心に結成された。インディーズデビュー時には女性11人組であったが、その後一部メンバーが入れ替わり、メジャーデビュー時からは10人組となっている。
- 編成は、サックス3人（アルト、テナー、バリトン）、トランペット3人、トロンボーン1人、ユーフォニアム1人、ヴァイオリン1人、ターンテーブル1人。
- テレビ番組『ザ・ベストハウス123』でオープニングテーマ『The Best House』やBGM、エンディングテーマの演奏を全て担当している。シングルをリリースする時にはプレゼンやロケに参加することもある。また、番組内でプレゼン内容の対象となる物（食べ物や人物など）が実際にスタジオに運ばれた時に、テーマに沿った音楽を生演奏する。
- 2007年3月、アメリカテキサス州オースティンで開催されたSXSW2007へ出演し、同時にアメリカでのライブツアーを実施。同年4月25日にR and Cよりメジャーデビュー。
- 他のミュージシャンのサポートも行っており、Acid Black Cherryの2ndシングル『Black Cherry』のレコーディングに参加しPVにも出演している。また、郷ひろみのBoom Boom Boomでもレコーディング、PVに参加している。また2007FNS歌謡祭ではバックバンドという形で共演した。
- 意外な所では、松山千春のアルバム「ずうっと一緒」の中の「真夏の一日」という曲のレコーディングにも参加している。そして、松山千春コンサートツアー2010「ずうっと一緒」の東京国際フォーラム（ホールA）公演（2010年5月6日と7日）ではアンコールにゲスト出演し、「夢」と「真夏の一日」の演奏のほか、オリジナル曲も披露した。
- 2009年7月に、所属レコード会社をR and Cからインペリアルレコードに移籍した。
- 2010年6月30日をもって、アンドー!、cotton、とみぃ、M-chanの4名が所属事務所であるBUGコーポレーションを離れてピストルバルブとして活動することがバンドの公式サイトで発表された。また、ラム・アスカ、ヨーコBlooklyn、コリーナ、Misatyの4名はBUGコーポレーションに残って「SCARAMBLE CITY」を結成することと、ジェニ7000が所属事務所を離れて音楽活動を続けていくこと、DJリリアが音楽活動を終了することも発表された。
- 2010年10月27日放送の『ザ・ベストハウス123』では、ゲストの岡田准一が「生の123が聞けて嬉しい」と言った。それを受け、MCの田村淳に「岡田くんだけのために」と言われ、アンドー!が「123」を披露した。
- 2011年5月31日をもって、cottonが脱退することがバンドの公式ブログで発表された[1]。
- 2011年 - 2013年　2011年9月25日仙台放送まつり2011「ともに笑顔 みんな元気になっちゃうぞSP」、10月17日広島県riche hair×Wink presents「Beauty x Live Special 2011」、10月23日熊本県の野外フェス「CROSS ZERO ASHIKITA FES.2011」、12月31日「カウントダウンパーティー"11-"12(東京ジョイポリス)」、2012年3月11日宮城県塩釜市ATSUSHI(Dragon Ash / POWER of LIFE) Presents『3.11 POWER of LIVE in Shiogama Miyagi  -Part 1-』、5月6日「みちのく合衆国ライブ(東京お台場)」、9月22日宮城県塩釜市「GAMA ROCK FES」(地元の小学生ブラスバンドBRIGHT KIDSとコラボ)、9月30日山口県萩市「着物ウィーク in 萩」、12月22日「Girly Holly Night(東京)」、12月24日「Roppongi Hills X'mas Concert 2012〜Love Songs for Happiness〜(東京)」、2013年9月21日長崎県長崎市「「食べて飲んでみんね祭り」、また、2012年7月28日、2013年7月27日、愛知県名古屋市で開催された「NAGOYA GROOVIN' SUMMER」(地元ブラスバンドFree Hills Jazz Orchestraの高校生とコラボ演奏他)に2年連続出演などフェス、イベントに精力的に参加。
- 2012年4月21日、Shibuya O-WESTにて久宝留理子バースデーライブ「元気です!3」、6月24日、SHIBUYA-AXにて行われたFENCE OF DEFENSE 25th Anniversaryにゲスト出演。
- 2012年6月19日 - 6月19日、伝承ホール(東京都)にて行われた「ザ・ベストハウス123 on Stage!〜おかしなおかしな探偵物語……は、コレだ!!〜」にピストルバルブとして出演、演奏。
- 2013年5月17日よりニコ生で「ピストルバルブもふき吹きフー!!」放送開始。
- 2013年8月21日、3人のメンバーになって約2年半、4年ぶりのシングル、The Horror of Love(Modular)をリリース。2013年11月20日、待望のアルバム、ザ・ピストルSTAR(Modular)をリリース。10曲中9曲がメンバー書き下ろしとなりオリジナル色が強いアルバムとなった。
- 2013年8月22日 - 28日にかけて、シングルThe Horror of Love発売東名阪ツアーを実施(最終日、渋谷チェルシーホテルで250人動員)。さらに10月26日 - 11月30日にかけてアルバム、ザ・ピストルSTAR発売全国ツアー「ザ・ピストルSTARツアー」を全国8箇所(札幌、仙台、東京、名古屋、大阪、広島、福岡、長崎)で行った。
- 2016年2月1日、M-chanが脱退を発表。2015年3月に結婚したことも公表した[2]。これを受け、二人となったピストルバルブは「3人でなければピストルバルブは成立しない」という理由から同年2月を以て活動休止を発表した[3]。ただし、とみぃは「解散はしない」と明言している。

## メンバー
アンドー!（1986年10月15日、A型）
テナーサックス、ボーカル担当。『ザ・ベストハウス123』（フジテレビ）では、「ワン、ツー、スリー」のコールを行っている。東京都出身。
とみぃ（1985年7月19日、B型）
ユーフォニアム/トロンボーン、ボーカル担当。東京都出身。

## 旧メンバー
メジャー前
- アッキ（アルトサックス）
- Bancho♀（ばんちょ - ユーフォニアム)
- アサチェリー（ユーフォニアム）

インディーズデビューシングル「Pull The TRIGGER!」ではこの3人が参加していて11人になっており、PVでその姿が確認できる。
メジャー後
以下のメンバー4人は、2010年6月30日をもって脱退し、SCARAMBLE CITYを結成した。
- ヨーコ Brooklyn（ヨーコ ブルックリン、1986年5月22日、O型）※現:YOKO752

テナーサックス、バリトンサックス担当。静岡県出身。
- ラム・アスカ（1985年7月10日、A型）※現:RAM ASKA

トロンボーン担当でSCARAMBLE CITYのリーダー。神奈川県出身。
- コリーナ（1986年8月20日、B型）※現:COR↓↑NA

トランペット担当。2009年5月3日のライブよりバルブトロンボーンから転向。神奈川県出身。
- Misaty（ミサティー、1987年3月18日、O型）※現:MiSA in the Soup

トランペット担当。静岡県出身。SCARAMBLE CITY参加後、2011年4月18日をもって音楽活動を停止。
- ジェニ7000（ジェニ ななせん、1986年8月29日、O型）※現:ジェニ

ヴァイオリン、ボーカル担当。神奈川県出身。
グループ脱退後は所属事務所を離れ、個人で音楽活動を開始。
- DJリリア（ディージェイ リリア、1985年4月8日、A型）

ターンテーブル担当。フランスからの帰国子女で、フランス語が堪能であり、英語検定2級を取得。神奈川県出身。
ピストルバルブに加入する前はモデル、女優業もこなしていた。
映画『呪怨』に出演している。
グループ脱退とともに音楽活動を終了している。
- cotton（コットン、1986年7月8日、A型）

アルトサックス、ボーカル担当で前リーダー。神奈川県茅ヶ崎市出身。
グループ脱退後、サックス講師／デザイナーとして活動している。
- M-chan（ムーチャン、1986年11月26日、B型）

トランペット、ボーカル担当。サングラスがトレードマーク。長崎県出身。
2015年3月に結婚、2016年2月1日に脱退。

## テレビ出演

### レギュラー
- ザ・ベストハウス123（フジテレビ系）

### ゲスト
- MUSIC JAPAN（NHK 2007.5.4）
- 僕らの音楽（フジテレビ 2007.5.25）‐郷ひろみと共演
- MUSIC FAIR21（フジテレビ）‐blast!と共演
- FNS歌謡祭2007（フジテレビ 2007.12.5）‐郷ひろみと共演
- 夢ヶ丘レジデンス（MUSIC ON! TV）
- SHIBUYA DEEP A（NHK BS2 2009.7.24）
- 僕らの音楽（フジテレビ 2012.8.3）‐AAAと共演

### CM
- ユニクロ「新春パーカ A HAPPY NEW COLOR!」（2008年1月1日より）‐BLACK BOTTOM BRASS BANDと共演
- 尚美ミュージックカレッジ（2009年7月25日より）

## ディスコグラフィー

### レンタル専用盤
1. TRIAL SHOOT!（2009年6月14日）
  1. Good-looking dreamer
  2. パイこそはすべて〜All You Need Is Pie〜
  3. Pull The TRIGGER!
  4. Sit At Cow Char Nail〜シッタコッチャネー〜
  5. Fo-Fo
  6. My Generation〜Respect to The Who〜
  7. THE BEST HOUSE

## ミュージックビデオ
| 監督         | 曲名                                                              |
| 井上強       | 「OEDO-808」                                                      |
| 柿本ケンサク | 「My Voice」                                                      |
| くぼめぐ     | 「シッタコッチャネー〜Sit At Cow Char Nail〜」「君だけなんだっ!」 |
| 末吉ノブ     | 「Zutto-Zutto」                                                   |
| 中目黒二朗   | 「TREASURES〜世界が終わっても〜」                                 |
| 不明         | 「Pull The TRIGGER!」                                             |

## タイアップ
- 「Fo-Fo」：ヨシモト∞（無限大）2部オープニング・エンディングテーマ(2007年4月2日‐2007年7月1日）
- 「The Best House」：フジテレビ系『ザ・ベストハウス123』オープニングテーマ
- 「TREASURES 〜世界が終わっても〜」：フジテレビ系『ザ・ベストハウス123』初代エンディングテーマ（‐2007年5月）
- 「君だけなんだっ!」：フジテレビ系『ザ・ベストハウス123』二代目エンディングテーマ（2007年6月‐2007年9月）／ヨシモト∞2部オープニングテーマ(2007年7月2日‐ ）
- 「サルスカ」：ヨシモト∞2部エンディングテーマ(2007年7月2日‐2008年3月31日）／フジテレビ系「映画の達人」エンディングテーマ
- 「Zutto-Zutto」：フジテレビ系『ザ・ベストハウス123』三代目エンディングテーマ（2007年9月‐2008年1月）／フジテレビ系『ジャンクSPORTS』エンディングテーマ／東京アカデミーCMソング
- 「OEDO-808」：フジテレビ系『ザ・ベストハウス123』四代目エンディングテーマ（2008年1月‐2008年6月）／映画「Mr.ビーン カンヌで大迷惑?!」キャンペーンソング
- 「SHOUT FOR JOY!」：ヨシモト∞東京:火曜〜金曜1部オープニングテーマ(2008年2月5日‐2008年3月31日）
- 「フェイクジャイヴ」：映画「純喫茶磯辺」挿入曲
- 「NEW DAYS ?」：三井アウトレットパークCMソング
- 「Unofficial」：テレビ東京系『スキバラ』8月度エンディングテーマ／「新宿7キャンプシアター〜2008・夏〜」テーマソング
- 「遠くに花火」：フジテレビ系『ザ・ベストハウス123』五代目エンディングテーマ（2008年7月‐2008年10月）
- 「ワルスカ」：関西テレビ系『タナゴコロッジ』テーマソング
- 「My Booby Monster」：ゲーム「モンスタートレイル　オンライン」テーマソング
- 「Flower love」：フジテレビ系『ザ・ベストハウス123』六代目エンディングテーマ（2008年10月‐2009年6月3日）
- 「mini scat 60」：映画「劇場版・カンナさん大成功です!」挿入歌
- 「パイこそはすべて 〜All You Need Is Pie〜」：関西テレビ系『タナゴコロータス』テーマソング
- 「Good-looking dreamer」：関西テレビ系『イケメンデルの法則』テーマソング
- 「My Voice」：フジテレビ系『ザ・ベストハウス123』七代目エンディングテーマ（2009年6月24日‐2009年9月2日）／尚美ミュージックカレッジ専門学校TVCMソング
- 「Find it!」：フジテレビ系『ザ・ベストハウス123』八代目エンディングテーマ（2009年9月9日‐2010年6月16日）
- 「CAN'T TAKE MY EYES OFF YOU〜君のブラスに恋してる〜」：フジテレビ系『ザ・ベストハウス123』九代目エンディングテーマ（2010年6月30日-2010年12月22日）
- 「Let's Go Banana!」：フジテレビ系『ザ・ベストハウス123』十代目エンディングテーマ（2011年1月12日-2011年12月14日）
- 「The Horror of Love」：BS-TBS『法円坂ホラー研究会 谷町第二高等学校』テーマソング（2013年6月7日〜）

## 海外での活動
- メジャーデビュー前の2007年3月、アメリカ合衆国のテキサス州オースティンで開催される世界最大規模の音楽産業見本市「SXSW2007」に正式招待され、ショーケースイベント「JAPAN NITE」に出演。同時にニューヨークからロサンゼルスまでをめぐるアメリカ横断ライブツアーを敢行。その時のパフォーマンスが評価され、同年7月24日にはアメリカでアルバム「Tsunamic Girls From Tokyo」をリリースし、全米デビューした（ビルボード ウィークリーチャート15位）。
- 2008年2月 - 3月には国内およびヨーロッパを回る1stフルアルバムツアー「RATATATTAT! TOUR '08」を行う。ヨーロッパツアーではフランス・ドイツ・イギリスの3ヶ国7都市でライブを実施。フランスでは、"Fan Festival"（カンヌ）、"Japan Addict"（ストラスブール）に出演した。イギリス・ロンドンではアビー・ロード・スタジオで、世界134ヶ国でOAされているサテライトラジオ「XM RADIO」のグローバルミュージックチャンネル「U-POP 29」の収録イベントに出演。これは、日本人アーティストとしては初の快挙である。
- 同年末には上海で毎年行われるカウントダウンイベント“Shanghai Xintiandi Countdown Show 2009”に出演を果たした。
- 海外ツアーの際には、「ザ・ベストハウス123」のプレゼンロケも行っている。アメリカツアーの際は「最恐! 世界の絶叫マシーンベスト3」で1位になったロサンゼルスのテーマパーク、シックス・フラッグス・マジック・マウンテンで「スーパーマン・ジ・エスケープ」にメンバー全員が乗ってレポートした。ヨーロッパツアーの際には「世界の美しいステンドグラスベスト3」で1位になったフランス・ランスのノートルダム大聖堂に行き、ドビュッシーの「月の光」を演奏した。
- 2010年の5月には、タイのリゾート地フアヒンで2008年から開催されている音楽祭“HONDA SUMMER FESTIVAL @ HUA HIN”に出演した。